# Santiso
Santiso község Spanyolországban, A Coruña tartományban. Santiso Agolada, Vila de Cruces, Arzúa, Melide és Palas de Rei községekkel határos. Lakosainak száma 1453 fő (2024).

## Népesség
A település népessége az utóbbi években az alábbiak szerint változott:
| Lakosok száma | 2262 | 2212 | 2116 | 1980 | 1883 | 1742 | 1672 | 1584 | 1529 | 1453 |
|               | 2001 | 2004 | 2006 | 2009 | 2011 | 2014 | 2016 | 2019 | 2021 | 2024 |